# Château de Briord
Le château de Briord est un château situé à Port-Saint-Père, dans le département de la Loire-Atlantique, en France.

## Localisation
Le château est situé sur la commune de Port-Saint-Père, dans le département de la Loire-Atlantique.

## Histoire
Le château est construit en 1770 pour Joseph de Charette, à l'emplacement d'une construction médiévale, siège de la seigneurie de Briord, dont l'origine remontait à 1225 et qui fut la propriété de Martin de Rezay en 1450 et de Pierre Landais.
Cette seigneurie exerce un droit de haute, moyenne et basse justice sur dix paroisses entre 1437 et la Révolution.
Il est acquis par l'armateur nantais Dubois-Violette (qui possédait déjà le château de Chassay) en 1800 et reste à lui puis à son fils jusqu'en 1833.
Le château appartient au comte de Lautrec, général des armées du roi des Deux-Siciles, qui y édifie la tour vers 1860, sur le corps central du château, qui sera modifié par le propriétaire suivant.
Il est ensuite vendu à Jean-Baptiste Étienne, petit-fils de l'industriel nantais Jean-Simon Voruz qui y décède le 27 octobre 1896.
Lors de l'Exposition universelle de 1900, le château est primé pour sa décoration intérieure.
Il demeure ensuite dans la famille Étienne et ses descendants, la famille Say, connue pour son industrie sucrière à Nantes.
En 2022, Éric Peters, entrepreneur de la région parisienne, acquiert le château avec pour souhait de restituer, protéger et partager le domaine de Briord sans qu'il ne devienne un hôtel 4 étoiles. Il a pour projet de rénover cet édifice et de « créer une bulle temporelle autour de Briord », mais pas au-delà de ce qu'il était dans les années 1930. Le château s'ouvre au public pour la première fois en septembre 2022 à l'occasion des Journées européennes du patrimoine. L'un des premiers objectifs de rénovation est la chapelle Saint-Germain, également édifiée au XVIIIe siècle, dont le toit a aujourd'hui disparu.
Le monument est inscrit au titre des monuments historiques en 1980.